# Ben-Zion Chalfon

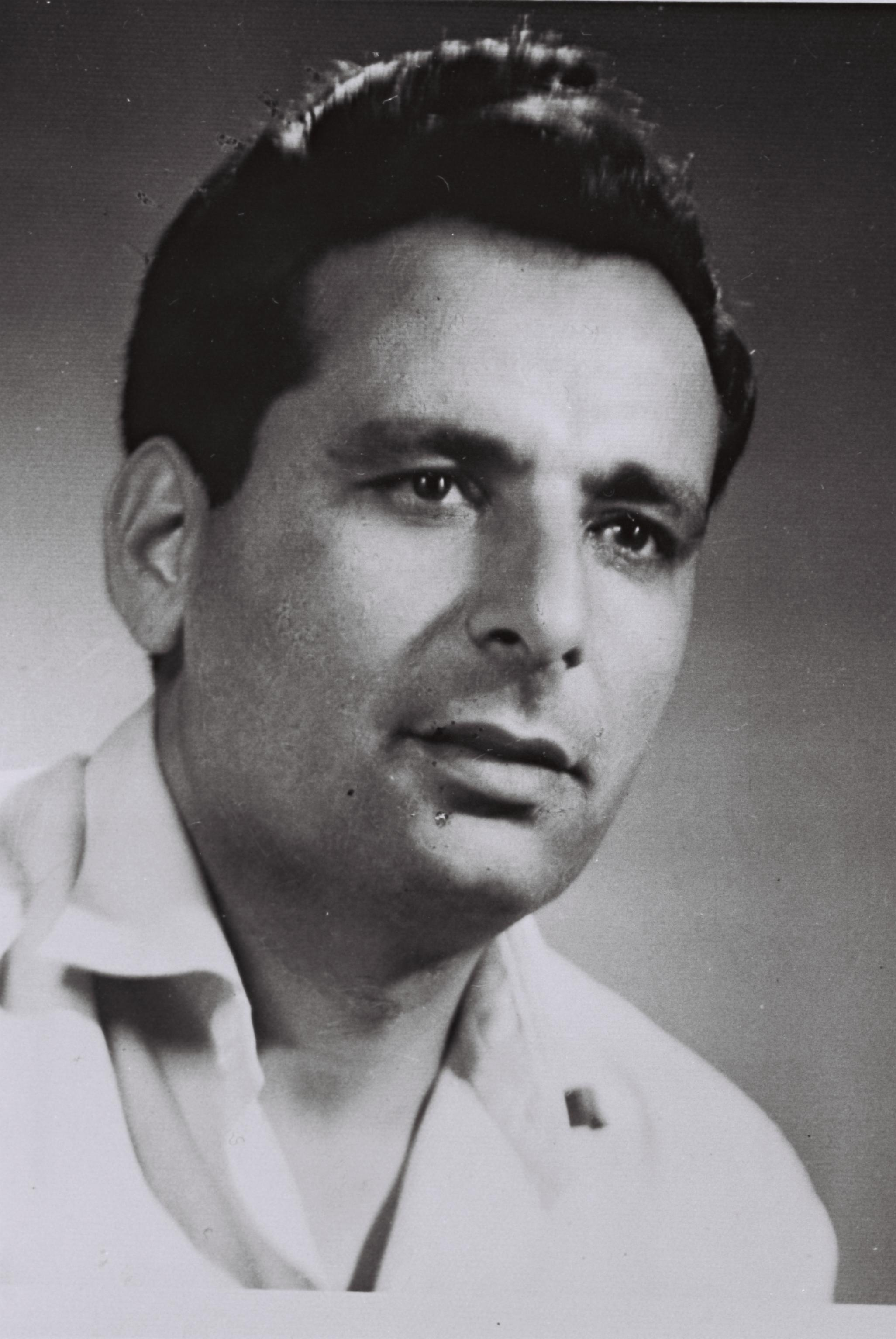
Ben-Zion Chalfon, 1969

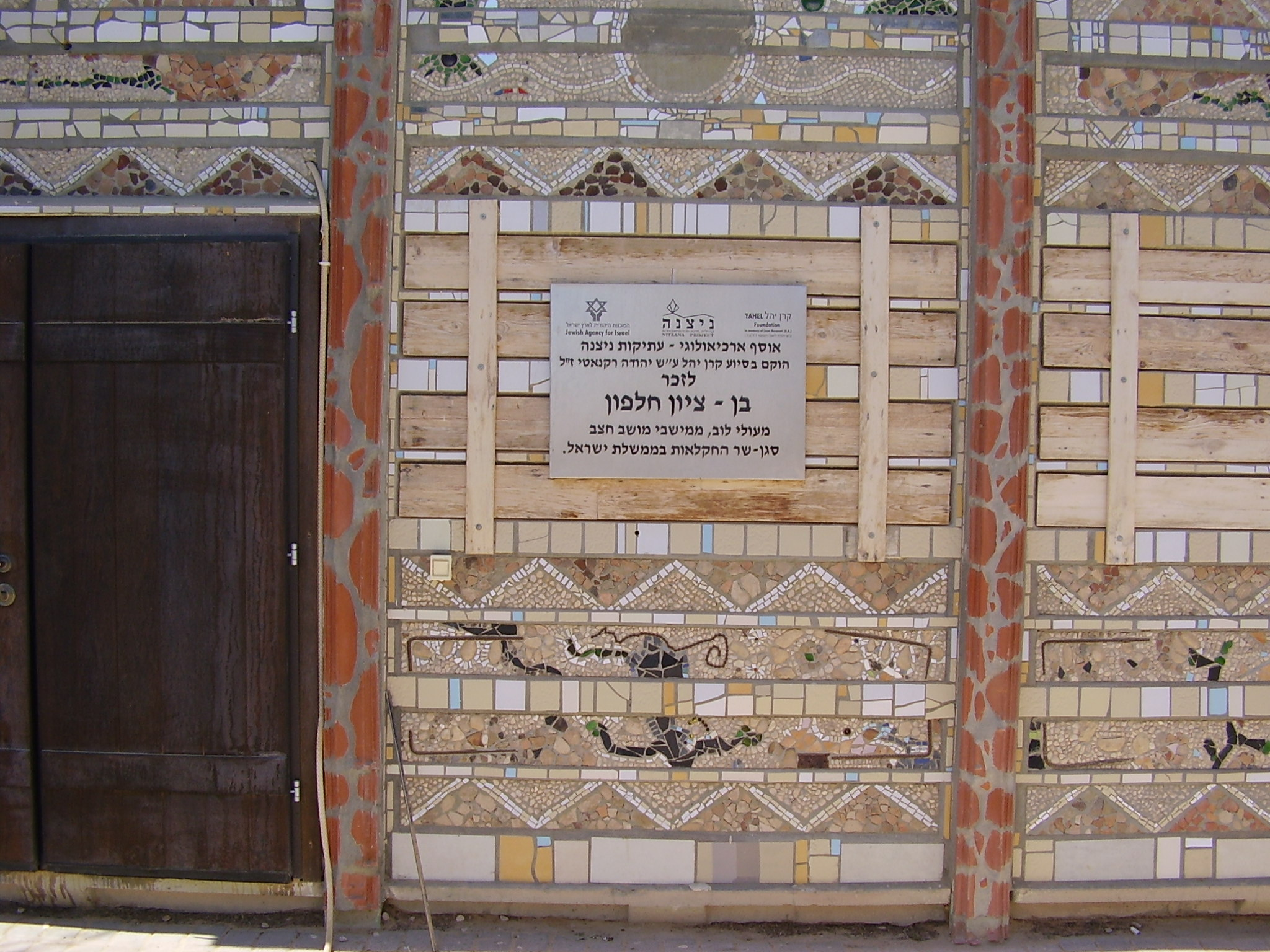
Das Archäologische Museum in der Wüstenstadt Nitzana wurde nach Ben-Zion Chalfon benannt

Ben-Zion Chalfon (hebräisch בֶּן-צִיּוֹן חָלְפוֹן; * 1930 in Tripolis, Tripolitanien; † 21. September 1977) war ein israelischer Politiker, der als Abgeordneter des Maʿarach stellvertretender Landwirtschaftsminister vom 22. Dezember 1969 bis zum 10. März 1974 war.

## Leben
Chalfon war in seiner Kindheit in Libyen unter britischer Besatzungszeit ab 1943 ein Mitglied der Zionistischen Jugendbewegung. 1947 wanderte er im Rahmen der Alija Bet mit dem Schiff Medinat HaJehudim nach Palästina ein. Trotzdem wurde er von den Briten festgenommen und in ein Internierungslager in Britisch-Zypern gebracht. Im folgenden Jahr erreichte er Israel, er war Mitglied der Jiftach Brigade (hebräisch חטיבת יפתח) des Palmach, mit dem er im Israelischen Unabhängigkeitskrieg 1948 kämpfte.
Er verhalf noch anderen Juden zu ihrer Auswanderung, und 1949 gehörte er zu den Gründern von Chatzav (hebräisch חָצָב), einer Stadt zwischen Gedera und Beʾer Scheva.
Bei den Wahlen 1969 wurde er als Abgeordneter des Maʿarach in die Knesset gewählt. Er wurde am 22. Dezember 1969 zum stellvertretenden Landwirtschaftsminister ernannt. Bei den Wahlen 1973 wurde er zwar wiedergewählt, verlor jedoch sein Amt. Bei den Wahlen 1977 verlor er auch seinen Sitz in der Knesset. Er kam bei einem Unfall in der Nähe von Gedera ums Leben.
Im Jahr 2006 wurde das Archäologische Museum in der Wüstenstadt Nitzana (hebräisch נִצָּנָה, ניצנה) in der westlichen Wüste Negev in der Nähe der nabatäischen Stadt Tel Nitzana, an der Grenze zum Sinai, nach ihm benannt.